# 에티엔 카푸에
에티엔 카푸에(프랑스어: Etienne Capoue, 1988년 7월 1일 ~ )는 스페인의 축구 클럽 비야레알 CF에서 뛰고 있는 프랑스의 축구 선수이다. 그는 수비형 미드필더와 수비수로 뛸 수 있다. 카푸에는 프랑스 유소년 국가대표팀 프랑스 18세 이하 대표팀, 프랑스 19세 이하 대표팀, 프랑스 21세 이하 대표팀에서 국가대표로 뛰었으며 21세 이하 대표팀에서는 주장 역할도 수행했다. 그는 US 불로뉴의 선수 알레리엔 카푸에의 동생이다.

## 클럽팀 경력

### 유소년 시절
카푸에는 프랑스 서부 되세브르주의 주도인 니오르에서 태어났고 '차모르스 니오타리스 FC'라는 지역 클럽에서 데뷔했다. 2002년에 그는 팀을 떠나서 푸아투샤랑트의 지역 클럽인 FC 차우레이로 이적했다. 카푸에는 앙제 SCO로 이적하기 전에 2년간 그 팀에서 머물렀다. 툴루즈 FC 유스팀과의 유스 리그 경기에서 카푸에는 스카우터들의 관심을 끌었고 유소년 계약을 체결하기 이전에 그는 릴 OSC, AJ 오세르, FC 지롱댕 드 보르도에게서 영입제의를 받았다. 카푸에는 툴루즈의 훈련 시설이 좋고, 툴루즈의 날씨 또한 좋았기에 툴루즈 FC를 선택했다.

### 툴루즈

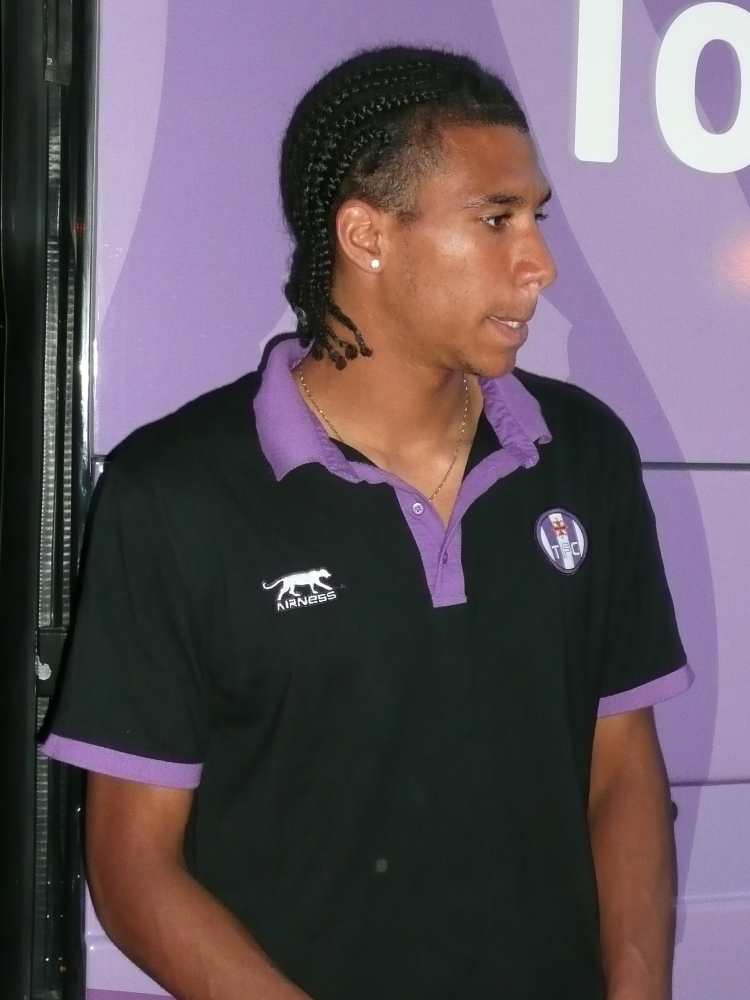
2008년 툴루즈에서의 카푸에

카푸에는 2006년 클럽 유소년팀에서 툴루즈에서의 생활을 시작했다. 그동안 그는 4부리그인 2007–08 시즌에 8회 출장했다. 2007–08 리그 1 시즌 도중에 카푸에는 당시 감독이었던 알랭 카사노바(Alain Casanova)에 의해 성인 팀에 소집되었고, 2007년 12월 8일 릴을 상대로 1대0으로 이긴 경기에 교체 멤버로 첫 출전하였다. 이는 카푸에의 프로 리그 데뷔 경기였다. 첫경기의 성적이 꽤 괜찮았는지, 카푸에는 바로 다음 리그경기였던 파르크 데 프랭스에서의 파리 생제르맹 FC전에 프로경기 첫 선발출전을 하게 된다. 이 때 카푸에는 71분간 뛰었고, 툴루즈는 2대1로 승리한다.
2008년 2월 7일, 카푸에는 그의 동료 세킴 음벵게와 함께 2011년까지의 3년계약을 맺는데, 그의 첫 성인계약이였다. 2008–09시즌 리그1에서, 카사노바(감독)는 그의 유소년시절 팀메이트 무사 시소코, 스타드 렌 FC에서 새로 합류한 '에티에네 디도'와 호흡을 맞추게 된다. 이 세명은 중원에서 좋은 성적을 보여줬고, 카푸에는 36경기나 출전하게 된다. 2008년 10월 18일, 그는 FC 지롱댕 드 보르도와의 경기에서 프로데뷔 이후 첫 골을 기록하게 되었다. 하지만 팀은 2대1로 패하였다. 08-09시즌에 카푸에는 14장의 옐로 카드를 받으면서 발랑시엔 FC의 시아카 티에네에 이어 2번째로 많은 옐로카드를 받기도 하였다. 어쨌든 그의 활약은 '08-09 리그1 올해의 영 플레이어상'을 받으며 보상받았고, 그는 2013년까지의 재계약을 맺게 된다.
2009-10시즌 중에, 카푸에는 1군으로 꾸준히 출전하였고 이탈리아 세리에 A의 SS 라치오와 프리미어 리그의 리버풀 FC, 아스날 FC의 관심을 받는다. 2009년 11월 6일, 툴루즈 FC는 이러한 타 구단들의 반응에 대응하기 위해 2014년까지 1년간 계약을 연장했다. 카푸에는 09-10 시즌에 41경기에 출장하여 17개의 옐로카드를 받는데 리그1에서는 13개로 가장 많은 옐로카드를 받은 선수였다.
2013년 7월, 툴루즈 FC는 결국 프리미어리그 카디프 시티 FC에게 950만 파운드를 받고 카푸에의 이적을 허용한다. 하지만 개인협상 단계에서 카푸에가 카디프의 제안을 거절하였고, 거래는 성사되지 않았다. 결국 2013년 8월 15일, 그는 930만 파운드의 이적료로 토트넘 홋스퍼 FC로 이적하게 된다.

### 토튼햄 핫스퍼

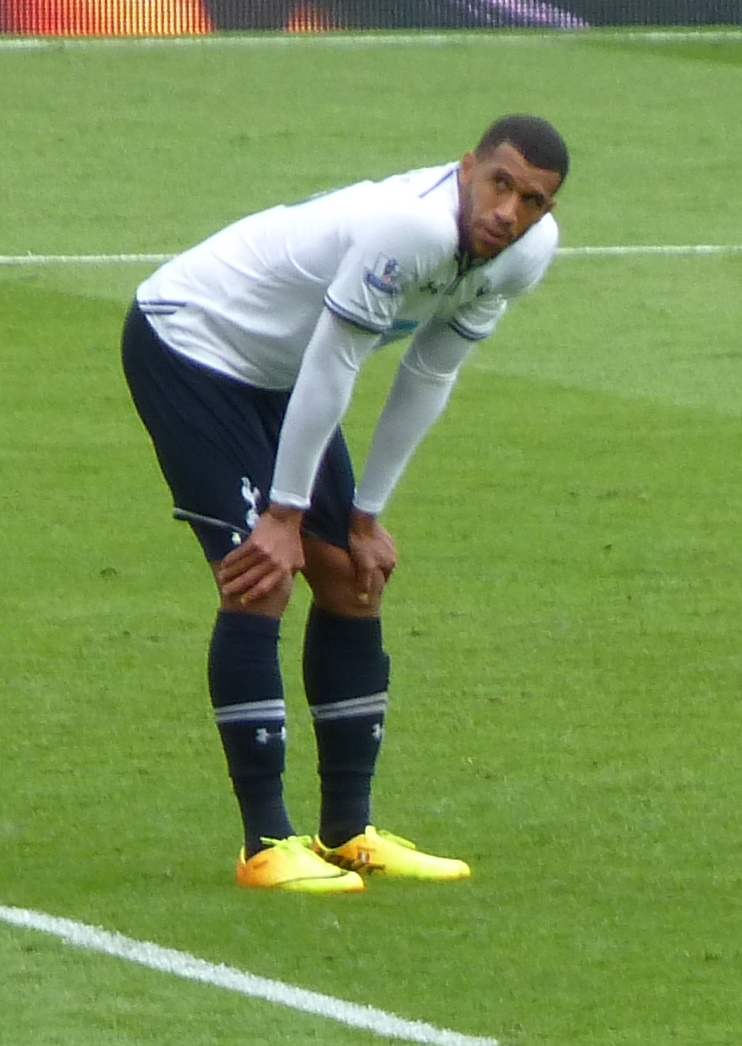
2013년 토트넘 핫스퍼 FC의 선수로 뛰는 카푸에

2013년 8월 15일, 토트넘 홋스퍼 FC는 카푸에를 영입했음을 공개한다. 그 전날(8월 14일), 토트넘과 프랑스 축구 국가대표팀의 주전 골키퍼인 위고 요리스는 언론사 레퀴프의 인터뷰에서 카푸에의 토트넘에서의 생활이 그의 경력에 도움이 될 것이라고 인터뷰했다.그는 같은 나라 사람인 위고 요리스 덕분에 팀에 빠르게 적응하였다. 카푸에는 2013년 8월 18일, 셀허스트 파크에서 벌어진 크리스탈 팰리스 FC와의 원정경기에서 무사 뎀벨레와 교체되며 토트넘에서 데뷔하였고, 그 경기에서 토트넘은 1대0으로 승리한다.

### 왓포드
2015년 7월 6일, 카푸에는 왓포드 FC와의 새 계약에 서명한다. 그는 왓포드 역사상 최고 이적료인 630만 파운드로 이적하였다.
그는 왓포드에서의 첫 6경기에서 4골을 기록하는 등 활약을 펼쳤는데, 그 중에는 비커리지 로드에서 맨체스터 유나이티드 FC를 3대1로 격파하고, 웨스트햄 유나이티드 FC를 4대2로 격파한 경기가 포함된다.

## 국제대회 성적
카푸에는 그의 아버지의 고향인 과들루프와의 평가전에서 국제대회 데뷔전을 가졌다. 그는 '18세 이하 대표팀'과 '19세 이하 대표팀'에서는 주장을 맡았었다.카푸에는 2006년 3월 14일독일 축구 국가대표팀 유소년팀을 상대로 2대1로 승리한 경기에서 유소년 데뷔전을 가졌다. 그는 18세 이하 대표팀에서는 4회 출장에 그쳤고, 2006년 센다이 컵 도호쿠 지방 대표팀과의 경기에서 19세 이하 대표팀 데뷔전을 치른다. 다음 라운드에서 일본 축구 국가대표팀을 만났고, 카푸에는 유소년 대표팀 첫 골을 기록하며 3대 1로 승리한다. 2007년 1월 23일, 터키 축구 국가대표팀 유소년팀과의 경기에서 카푸에는 2번째 골을 기록하였고 팀은 2대 0으로 승리하였다. 2007년 UEFA U-21 축구 선수권 대회 최종예선에서는 폴란드 축구 국가대표팀 유소년팀을 상대로 골을 넣으며 3대1로 승리한다. 그는 본선에서 첫번째 두 경기에 출장하지 못했으나 러시아 축구 국가대표팀과의 경기에 출전하였고, 스페인 축구 국가대표팀 유소년팀과의 4강전에서는 승부차기 혈투 끝에 패배한다
2012년 8월 15일에는 우루과이 축구 국가대표팀과의 친선경기에서 성인 대표팀 데뷔전을 가졌으며, 2012년 9월 11일에 스타드 드 프랑스에서 벌어진 2014 FIFA 월드컵 유럽 지역 예선에서 벨라루스를 상대로 골을 넣으며 3대1로 승리한다.

## 경력 통계

### 클럽
출처 "Etienne Capoue-LFP" LFP. 5 October 2013. Retrieved 5 October 2013.
| 클럽               | 리그          | 시즌        | 리그 | 리그 | 컵대회 | 컵대회 | 리그컵 | 리그컵 | 그외 | 그외 | 총합 | 총합 |
| 클럽               | 리그          | 시즌        | 출전 | 골   | 출전   | 골     | 출전   | 골     | 출전 | 골   | 출전 | 골   |
| ------------------ | ------------- | ----------- | ---- | ---- | ------ | ------ | ------ | ------ | ---- | ---- | ---- | ---- |
| 툴루즈             | 리그 1        | 2007–08     | 5    | 0    | 0      | 0      | 0      | 0      | 1    | 0    | 6    | 0    |
| 툴루즈             | 리그 1        | 2008–09     | 32   | 1    | 3      | 0      | 1      | 0      | 0    | 0    | 36   | 1    |
| 툴루즈             | 리그 1        | 2009–10     | 33   | 0    | 1      | 0      | 2      | 0      | 7    | 0    | 43   | 0    |
| 툴루즈             | 리그 1        | 2010–11     | 37   | 2    | 1      | 0      | 1      | 0      | 0    | 0    | 39   | 2    |
| 툴루즈             | 리그 1        | 2011–12     | 33   | 3    | 0      | 0      | 1      | 0      | 0    | 0    | 34   | 1    |
| 툴루즈             | 리그 1        | 2012–13     | 34   | 7    | 2      | 0      | 2      | 0      | 0    | 0    | 38   | 7    |
| 툴루즈             | Total         | Total       | 174  | 13   | 7      | 0      | 7      | 0      | 8    | 0    | 196  | 13   |
| 토트넘 홋스퍼 F.C. | 프리미어 리그 | 2013–14     | 12   | 1    | 0      | 0      | 1      | 0      | 5    | 0    | 18   | 1    |
| 토트넘 홋스퍼 F.C. | 프리미어 리그 | 2014–15     | 12   | 0    | 2      | 1      | 1      | 0      | 3    | 0    | 18   | 1    |
| 토트넘 홋스퍼 F.C. | Total         | Total       | 24   | 1    | 2      | 1      | 2      | 0      | 8    | 0    | 36   | 2    |
| 왓포드             | 프리미어 리그 | 2015–16     | 33   | 0    | 3      | 0      | 0      | 0      | 0    | 0    | 36   | 0    |
| 왓포드             | 프리미어 리그 | 2016–17     | 25   | 5    | 1      | 0      | 1      | 0      | 0    | 0    | 27   | 5    |
| 왓포드             | 합계          | 합계        | 58   | 5    | 4      | 0      | 1      | 0      | 0    | 0    | 63   | 5    |
| 커리어 합계        | 커리어 합계   | 커리어 합계 | 256  | 19   | 13     | 1      | 10     | 0      | 16   | 0    | 295  | 20   |

### 국제대회 성적
| # | 날짜            | 경기장                           | 상대팀   | 득점 | 결과 | 대회                              |
| - | --------------- | -------------------------------- | -------- | ---- | ---- | --------------------------------- |
| 1 | 2012년 9월 11일 | 스타드 드 프랑스, 생드니, 프랑스 | 벨라루스 | 1–0  | 3–1  | 2014년 FIFA 월드컵 유럽 지역 예선 |

## 관련 사이트
- Étienne Capoue – LFP의 프랑스 리그 통계 – 다음도 제공: 프랑스어 (아카이브)